# 渋江抽斎 (小説)
『渋江抽斎』（しぶえ ちゅうさい）は、森鷗外の長編小説で、正式な表記は『澀江抽齋』。江戸時代、現在の青森県西部を治めた弘前藩で侍医・考証学者を務めた渋江抽斎の伝記で、鷗外による史伝小説の第一作。

## 概要
1916年1月13日から5月20日にかけて『東京日日新聞』『大阪毎日新聞』に119回連載され、直筆原稿が現存している。当時ほとんど知られていなかった抽斎の素性だけでなく、その妻五百を始めとした周辺人物や抽斎没後の子孫の行く末まで描いている。
鷗外は、幕府の職員録である武鑑を集めていくうちに、渋江の蔵書印が多く捺されており、帝国図書館所蔵の『江戸鑑図目録』を閲覧し、渋江抽斎を知るきっかけとなった。
1916年から1917年まで連載された『伊澤蘭軒』と、1917年から1921年まで連載された『北條霞亭』と並び、史伝三部作と称される。

## あらすじ
弘前藩津軽家の侍医・考証学者であった渋江抽斎の伝記を調べるに至った過程と、彼の生涯を描いた伝記小説となっている。

## 内容
| 1-9     |             | 鴎外は抽斎を探索し、その子孫にめぐりあう。  |
| 10-11   | 正徳1 1711  | 渋江家の先祖                                |
| 12      | 文化2 1805  | 抽斎誕生                                    |
| 14-20   |             | 種痘の師、池田京水について                  |
| 24      | 文化14 1817 | 森枳園と友人になる。                        |
| 25      | 文政5 1822  | 家督相続。初婚の相手は定。                  |
| 26      | 文政12 1829 | 2人目の妻は威能。                           |
|         | 天保2 1832  | 3人目の妻は徳。                             |
| 27      | 天保6 1836  | 徳との間に次男優善誕生。                    |
| 29-35   | 弘化1 1844  | 山内五百が抽斎の4人目の妻となる。その育ち。 |
| 35      | 弘化4 1847  | 四女陸誕生。                                |
| 42      | 嘉永4 1851  | 次男優善は矢島家の養子になる。              |
| 43      | 安政1 1855  | 五男専六誕生。医心方の校刻手伝をはじめる。  |
| 51      | 安政4 1858  | 七男成善誕生。                              |
| 53      | 安政5 1859  | 抽斎没。                                    |
| 54-65   |             | 抽斎の著書、修養、嗜好                      |
| 79-94   | 明治1 1868  | 戊辰戦争。渋江一家は弘前に疎開。            |
| 86      | 明治2 1869  | 弘前で陸は矢川文一郎に嫁ぐ。                |
| 93      | 明治4 1871  | 優善は優に、成善は保に、専六は脩に改名。    |
| 98      | 明治6 1873  | 陸は杵屋勝久と名乗り、長唄の師匠になる。    |
| 99      | 明治9 1876  | 比良野貞固没。                              |
| 105     | 明治16 1883 | 渋江優没。                                  |
| 105-107 | 明治17 1884 | 渋江五百没。                                |
| 108     | 明治18 1885 | 森枳園没。                                  |
| 111     | 明治41 1900 | 渋江脩没。                                  |
| 112-119 |             | 陸（杵屋勝久）の生涯                        |

## おもな登場人物
渋江抽斎
主人公。弘前藩医。第29回で幕臣となる。
渋江五百
抽斎の4人めの妻。女主人公。
渋江優善（のち優）
抽斎の次男。放蕩息子で抽斎と五百を悩ませた。
渋江陸 （のち杵屋勝久）
抽斎の四女。  第5回で登場。（ただし生涯の詳細を鴎外が知ったのは『渋江抽斎』連載の終盤だった。)
渋江専六（のち脩）
抽斎の五男。その子が終吉で、第5,7回で鴎外と手紙を交換。
渋江成善（のち保）
抽斎の七男で嗣子。抽斎死後の主人公。第9回で鴎外と対面。
伊沢蘭軒
抽斎の医学の師。その子が榛軒と柏軒。
森枳園（もりきえん）
抽斎の友人。抽斎没の2年後に医心方を校刻完成。
比良野貞固
抽斎の2番目の妻である比良野威能の弟。第35回で五百が比良野家の養女となったため、その兄となった。

## 評論
- 和辻哲郎は、本作発表後に「（鷗外の）あの頭のよさと確乎した物の掴み方とは、ともすれば小さなくだらない物の興味に支配されるのではなからうか」「私は『澁江抽齋』にあれだけの力を注いだ先生の意を解しかねる。私の憶測し得る唯一の理由は、『掘り出し物の興味』である。しかし埋沒されてゐたといふことは、好奇心をそそりはしても、その物の本來の價値を高めはしない」と評した[8]。鷗外はこれに対し「わたくしが澁江抽齋のために長文を書いたのを見て、無用の人を傳したと云ひ、これを老人が骨董を掘り出すに比した學者」と反応し「敢て成心としてこれを斥ける」と応じた[9]。
- 永井荷風は、随筆「隠居のこごと」で、『渋江抽斎』の優れている点として、第1に考証としての価値、第2にさながら生きているような人物描写、第3にフローベールの小説よりはるかに優れている「人生悲哀の感銘の深刻」、第4に「漢文古典の品致と餘韻とを具備せしめ、（中略）鋭敏なる感覺と生彩󠄁とに富」む文体を挙げた[10]。
- 石川淳は、初期の評論『森鷗外』で、多くの作品より『抽斎』を第一とし「古今一流の大文章」と評した[11]。
- 丸谷才一は『渋江抽斎』と『伊澤蘭軒』を「近代日本文学の最高峰」と評した[12][13]。
- 佐伯彰一は、「少数の鷗外崇拝者が、あたかも比較を絶した傑作のようにうやうやしく祭り上げるかと思うと、大方の文学読者、批評家は、さりげなく口をつぐんでやり過すというのが、おおよその実状」とした上で「鷗外の共感、時には賛嘆の表白にもかかわらず肝心の抽斎像は、さほど彫りの深いものとはいえない」「その代りというように、いかにも鮮明、しかも立体的に浮び上ってくるのが、（抽斎四人目の妻）五百の肖像である」と述べている[14]。
- 松本清張は、晩年の『両像・森鷗外』で、一戸務が1933年に発表した「鷗外作『澀江抽齋』の資料」において、抽斎の子である渋江保の作成した資料と本作の該当箇所が内容上（文体上の造型を除いて）ほとんど差が無いことが論じられていると指摘、特に五百関連の描写の生彩は渋江保の力量に拠るとした上で、東京大学図書館の鷗外文庫が所蔵する一戸論文を参照した形跡の無い石川淳や高橋義孝は手抜かりもしくは迂闊と述べている[15]。本作中で渋江保資料に拠らずに鷗外が生き生きと描写した箇所として、抽斎の痘科の師である池田京水[16]および抽斎の娘である杵屋勝久（陸）の叙述を挙げ、勝久については「小倉日記」に書かれた婢の元と共通するものがあると鷗外が感じたからではないかと評している[17]。なお松本清張は抽斎の五男・脩の息子である渋江忠三および渋江東と会見した[17]。

## 刊行
- 森鷗外『渋江抽斎』、現行版は、中公文庫（尾形仂注、佐伯彰一解説）と岩波文庫（中野三敏注）
- 『鴎外歴史文学集 第五巻 澀江抽斎』岩波書店、2000年（小泉浩一郎解説）

### 作品論
- 『森鷗外「渋江抽斎」作品論集成』長谷川泉編、＜近代文学作品論叢書13＞大空社、1996年
- 稲垣達郎『森鷗外の歴史小説』（岩波書店、1989年）-「第三章　鷗外・歴史小説の意味」
- 中村稔『森鷗外『渋江抽斎』を読む』（青土社、2021年）